# 托斯亞

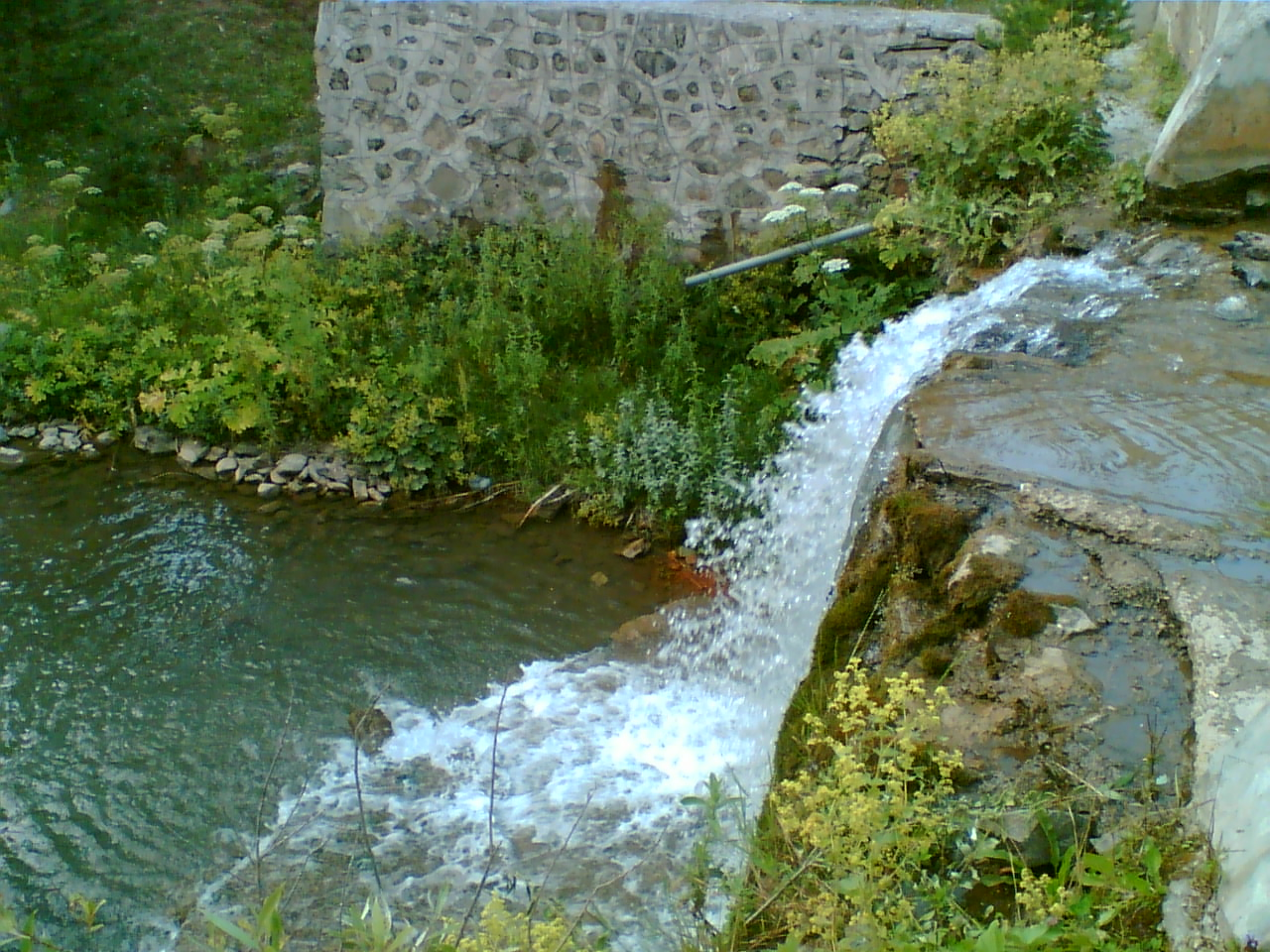

托斯亞是土耳其的城鎮，由卡斯塔莫努省負責管轄，位於該國北部，面積1,186平方公里，海拔高度1,231米，主要經濟活動有種植稻米和木材業，2000年人口23,257。

## 外部連結
维基共享资源上的相關多媒體資源：托斯亞
- Tosya Municipality （页面存档备份，存于） （土耳其文）
- District governorship official website （页面存档备份，存于） （土耳其文）

41°05′50″N 34°02′13″E / 41.09722°N 34.03694°E